# Třída Marcello
Třída Marcello byla třída oceánských ponorek italského královského námořnictva. Celkem bylo postaveno 11 jednotek této třídy. Poslední dvě některé prameny označují jako třídu Comandante Cappellini. Ve službě v italském námořnictvu byly v letech 1938–1947. Účastnily se bojů druhé světové války. Devět jich bylo ve válce ztraceno. Jednu po italské kapitulaci provozovala německá Kriegsmarine a krátce též Japonské císařské námořnictvo.

## Stavba
Celkem bylo postaveno 11 ponorek této třídy. Devět jich postavila italská loděnice CRDA v Monfalcone a dvě loděnice OTO v Muggiano. Do služby byly přijaty v letech 1938–1939.
Jednotky třídy Marcello:
| Jméno                   | Loděnice | Založení kýlu | Spuštěna           | Vstup do služby | Poznámky |
| ----------------------- | -------- | ------------- | ------------------ | --------------- | --- |
| Barbarigo               | CRDA     | 1937          | 13. června 1938    | září 1938       | V červnu 1943 v Biskajském zálivu potopena spojeneckým letectvem. |
| Dandolo                 | CRDA     | 1937          | 20. listopadu 1937 | březen 1938     | Vyřazena 1947. |
| Emo                     | CRDA     | 1937          | 26. června 1938    | říjen 1938      | Dne 10. listopadu 1942 donucena k vynoření britským trawlerem Lord Nuffield a následně potopena vlastní posádkou. |
| Marcello                | CRDA     | 1937          | 20. listopadu 1937 | březen 1938     | Dne 22. února 1942 v severním Atlantiku potopena eskortou konvoje. |
| Mocenigo                | CRDA     | 1937          | 20. listopadu 1937 | srpen 1938      | Dne 13. května 1943 potopena při náletu na Cagliari. |
| Morosini                | CRDA     | 1937          | 28. července 1938  | listopad 1938   | V srpnu 1942 v Biskajském zálivu ztracena z neznámé příčiny, pravděpodobně spojeneckým letectvem. |
| Nani                    | CRDA     | 1937          | 16. ledna 1938     | září 1938       | Dne 7. ledna 1941 potopena britskou korvetou HMS Anemone. |
| Provana                 | CRDA     | 1937          | 16. března 1938    | červen 1938     | Dne 17. června 1940 poblíž Oranu potopena francouzskou šalupou La Curieuse. |
| Veniero                 | CRDA     | 1937          | 12. února 1938     | červen 1938     | Dne 7. června 1942 ztracena v západním Středomoří, pravděpodobně spojeneckým letectvem. |
| Comandante Cappellini   | OTO      | 1938          | 14. května 1939    | září 1939       | Po italské kapitulaci byla 10. září 1943 zajata Japonci. Po předání Německu provozována jako UIT24. Po německé kapitulaci byla 10. května 1945 zařazena do japonského námořnictva jako I503. Dne 2. září 1945 kapitulovala v Kóbe. |
| Comandante Faà di Bruno | OTO      | 1938          | 18. června 1939    | říjen 1939      | V listopadu 1940 v severním Atlantiku ztracena z neznámé příčiny. |

## Konstrukce

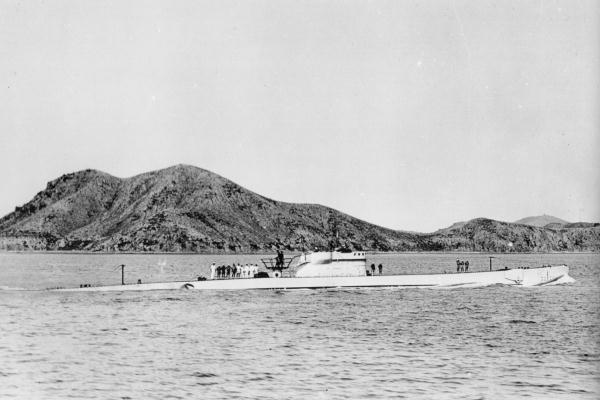
Německá ponorka UIT24 (ex Comandante Cappellini)

Ponorky nesly čtyři příďové a čtyři záďové 533mm torpédomety se zásobou 16 torpéd. Dále nesly dva 100mm/47 kanón a čtyři 13,2mm kulomety. Pohonný systém tvořily dva diesely CRDA o výkonu 3600 bhp a dva elektromotory CRDA o výkonu 1100 bhp, pohánějící dva lodní šrouby. Nejvyšší rychlost dosahovala 17,4 uzlu na hladině a 8 uzlů pod hladinou. Dosah byl 8000 námořních mil při rychlosti 8 uzlů na hladině a 120 námořních mil při rychlosti 3 uzly pod hladinou. Operační hloubka ponoru dosahovala 100 metrů.

### Modifikace
Roku 1943 byly ponorky Barbarigo a Comandante Cappellini upraveny pro přepravu nákladu do Japonska a zpět.